# Pro Victoria Pallavolo 2019-2020
Questa voce raccoglie le informazioni riguardanti la Pro Victoria Pallavolo nelle competizioni ufficiali della stagione 2019-2020.

## Stagione
La stagione 2019-20 è per la Pro Victoria Pallavolo, con la denominazione sponsorizzata di Saugella Monza, la quarta consecutiva in Serie A1. Come allenatore viene scelto Massimo Dagioni, sostituito a stagione in corso da Carlo Parisi: vengono confermate alcune giocatrici come Serena Ortolani, Edina Begić e Hanna Orthmann; tra i nuovi acquisti quelli di Anna Danesi, Floortje Meijners e Laura Heyrman, mentre tra le cessioni quelle di Anne Buijs, Marika Bianchini e Micha Hancock.
Nelle prime cinque giornate di campionato la Pro Victoria vince una sola gara, alla seconda giornata, contro il Bergamo: nel resto del girone di andata conquista esclusivamente vittorie, sconfitta solo all'undicesima giornata dalla UYBA, chiudendo al sesto posto e ottenendo la qualificazione alla Coppa Italia. Il girone di ritorno comincia con tre gare perse consecutivamente, a cui seguono quattro successi di fila, fino a che il campionato viene prima sospeso e poi definitivamente interrotto a causa del diffondersi in Italia della pandemia di COVID-19: al momento dell'interruzione la squadra stazionava al quinto posto in classifica
Grazie al sesto posto ottenuto al termine del girone di andata della Serie A1 2019-20, la Pro Victoria partecipa alla Coppa Italia: nei quarti di finale supera in trasferta l'AGIL, per poi essere eliminata nelle semifinali a causa della sconfitta contro l'UYBA.
A seguito dei risultati ottenuti nel campionato 2018-19, il club di Monza si qualifica per la Coppa CEV: con un doppio 3-0 supera nei sedicesimi di finale l'Orbita, mentre negli ottavi di finale, complice la doppia sconfitta contro la Dinamo-Kazan, viene eliminata dalla competizione.

## Organigramma societario
Area direttiva
- Presidente: Carlo Rigaldo

Area tecnica
- Allenatore: Massimo Dagioni (fino al 10 gennaio 2020), Carlo Parisi (dal 13 gennaio 2020)
- Allenatore in seconda: Fabio Parazzoli
- Assistente allenatore: Luca Bucaioni
- Scout man: Danilo Contrario

Area sanitaria
- Medico: Carlo Maria Pozzi
- Preparatore atletico: Daniel Lecouna
- Fisioterapista: Davide Spinelli, Martina Suardeli

## Rosa
| N° | Nome                  | Ruolo | Data di nascita   | Nazionalità sportiva |
| -- | --------------------- | ----- | ----------------- | -------------------- |
| 1  | Serena Ortolani       | S/O   | 7 gennaio 1987    | Italia               |
| 2  | Mariana Costa         | S     | 30 luglio 1986    | Brasile              |
| 4  | Federica Squarcini    | C     | 24 settembre 2000 | Italia               |
| 5  | Laura Heyrman         | C     | 17 maggio 1993    | Belgio               |
| 7  | Isabella Di Iulio     | P     | 26 novembre 1991  | Italia               |
| 8  | Katarzyna Skorupa     | P     | 16 settembre 1984 | Polonia              |
| 10 | Edina Begić           | S     | 9 ottobre 1992    | Bosnia ed Erzegovina |
| 11 | Anna Danesi           | C     | 20 aprile 1996    | Italia               |
| 12 | Hanna Orthmann        | S     | 3 ottobre 1998    | Germania             |
| 14 | Floortje Meijners     | S     | 16 gennaio 1987   | Paesi Bassi          |
| 16 | Josephine Obossa      | O     | 20 maggio 1999    | Italia               |
| 17 | Ilaria Bonvicini      | L     | 28 dicembre 1997  | Italia               |
| 20 | Beatrice Parrocchiale | L     | 26 dicembre 1995  | Italia               |
| 22 | Kathryn Plummer       | S/O   | 16 ottobre 1998   | Stati Uniti          |

## Mercato
| Acquisti | Acquisti              | Acquisti          | Acquisti   |
| R.       | Nome                  | da                | Modalità   |
| -------- | --------------------- | ----------------- | ---------- |
| C        | Anna Danesi           | Imoco             | definitivo |
| P        | Isabella Di Iulio     | Millenium Brescia | definitivo |
| S        | Mariana Costa         | Osasco            | definitivo |
| C        | Laura Heyrman         | Hitachi Rivale    | definitivo |
| S        | Floortje Meijners     | UYBA              | definitivo |
| O        | Josephine Obossa      | Academy Sassuolo  | definitivo |
| L        | Beatrice Parrocchiale | San Casciano      | definitivo |
| S        | Kathryn Plummer       | Stanford          | definitivo |
| P        | Katarzyna Skorupa     | Casalmaggiore     | definitivo |
| C        | Federica Squarcini    | Academy Sassuolo  | definitivo |

| Cessioni | Cessioni            | Cessioni          | Cessioni   |
| R.       | Nome                | a                 | Modalità   |
| -------- | ------------------- | ----------------- | ---------- |
| C        | Rachael Adams       | -                 | ritirata   |
| L        | Chiara Arcangeli    | -                 | ritirata   |
| P        | Martina Balboni     | Roma Club         | definitivo |
| S/O      | Marika Bianchini    | Filottrano        | definitivo |
| S        | Anne Buijs          | Türk Hava Yolları | definitivo |
| C        | Francesca Devetag   | -                 | ritirata   |
| C        | Fabiola Facchinetti | Alba              | definitivo |
| P        | Micha Hancock       | AGIL              | definitivo |
| C        | Laura Melandri      | Bergamo           | definitivo |
| S        | Laura Partenio      | Filottrano        | definitivo |

## Risultati

### Serie A1

#### Girone di andata
| 1ª giornata - 12 ottobre 2019 PalaVerde, Villorba              | Imoco                 | 3 - 0 | Pro Victoria      | 25-19, 25-23, 25-20               |
| 2ª giornata - 20 ottobre 2019 Palalido, Milano                 | Pro Victoria          | 3 - 1 | Bergamo           | 27-29, 25-12, 25-16, 25-23        |
| 3ª giornata - 27 ottobre 2019 PalaCastagnaretta, Cuneo         | Cuneo Granda          | 3 - 1 | Pro Victoria      | 25-21, 19-25, 25-15, 25-16        |
| 4ª giornata - 31 ottobre 2019 PalaAllende, Cinisello Balsamo   | Pro Victoria          | 2 - 3 | Savino Del Bene   | 25-21, 25-23, 20-25, 14-25, 12-15 |
| 5ª giornata - 3 novembre 2019 PalaVignola, Caserta             | VolAlto Caserta       | 3 - 0 | Pro Victoria      | 26-24, 25-22, 25-18               |
| 6ª giornata - 9 novembre 2019 PalaPiantanida, Busto Arsizio    | Pro Victoria          | 3 - 0 | Filottrano        | 25-21, 25-18, 25-23               |
| 7ª giornata - 17 novembre 2019 PalaRadi, Cremona               | Casalmaggiore         | 2 - 3 | Pro Victoria      | 26-28, 25-20, 22-25, 27-25, 10-15 |
| 8ª giornata - 24 novembre 2019 PalaTerdoppio, Novara           | AGIL                  | 1 - 3 | Pro Victoria      | 22-25, 25-22, 16-25, 21-25        |
| 9ª giornata - 1º dicembre 2019 PalaAllende, Cinisello Balsamo  | Pro Victoria          | 3 - 1 | Millenium Brescia | 25-27, 25-23, 25-17, 25-20        |
| 10ª giornata - 8 dicembre 2019 PalaMaddalene, Chieri           | Chieri '76            | 0 - 3 | Pro Victoria      | 21-25, 24-26, 23-25               |
| 11ª giornata - 15 dicembre 2019 PalaAllende, Cinisello Balsamo | Pro Victoria          | 1 - 3 | UYBA              | 24-26, 18-25, 28-26, 22-25        |
| 12ª giornata - 22 dicembre 2019 PalaEvangelisti, Perugia       | Wealth Planet Perugia | 0 - 3 | Pro Victoria      | 18-25, 22-25, 20-25               |
| 13ª giornata - 26 dicembre 2019 Palazzetto dello Sport, Monza  | Pro Victoria          | 3 - 0 | San Casciano      | 25-17, 25-21, 25-21               |

#### Girone di ritorno
| 14ª giornata - 15 gennaio 2020 Palazzetto dello Sport, Monza     | Pro Victoria      | 0 - 3 | Imoco                 | 22-25, 19-25, 22-25               |
| 15ª giornata - 19 gennaio 2020 Palazzetto dello sport, Bergamo   | Bergamo           | 3 - 2 | Pro Victoria          | 25-23, 23-25, 19-25, 25-23, 15-11 |
| 16ª giornata - 26 gennaio 2020 Palazzetto dello Sport, Monza     | Pro Victoria      | 2 - 3 | Cuneo Granda          | 26-28, 22-25, 25-19, 25-21, 11-15 |
| 17ª giornata - 9 febbraio 2020 Palazzetto dello Sport, Scandicci | Savino Del Bene   | 2 - 3 | Pro Victoria          | 25-15, 21-25, 27-25, 23-25, 9-15  |
| 18ª giornata - 12 febbraio 2020 Palazzetto dello Sport, Monza    | Pro Victoria      | 3 - 0 | VolAlto Caserta       | 25-0, 25-0, 25-0                  |
| 19ª giornata - 16 febbraio 2020 PalaTriccoli, Jesi               | Filottrano        | 0 - 3 | Pro Victoria          | 17-25, 20-25, 24-26               |
| 20ª giornata - 22 febbraio 2020 Palazzetto dello Sport, Monza    | Pro Victoria      | 3 - 2 | Casalmaggiore         | 20-25, 26-24, 25-20, 19-25, 15-11 |
| 21ª giornata - 1º aprile 2020 Palazzetto dello Sport, Monza      | Pro Victoria      | -     | AGIL                  | annullata                         |
| 22ª giornata - 4 aprile 2020 PalaGeorge, Montichiari             | Millenium Brescia | -     | Pro Victoria          | annullata                         |
| 23ª giornata - 8 marzo 2020 Palazzetto dello Sport, Monza        | Pro Victoria      | -     | Chieri '76            | annullata                         |
| 24ª giornata - 14 marzo 2020 PalaPiantanida, Busto Arsizio       | UYBA              | -     | Pro Victoria          | annullata                         |
| 25ª giornata - 21 marzo 2020 Palazzetto dello Sport, Monza       | Pro Victoria      | -     | Wealth Planet Perugia | annullata                         |
| 26ª giornata - 28 marzo 2020 Nelson Mandela Forum, Firenze       | San Casciano      | -     | Pro Victoria          | annullata                         |

### Coppa Italia

#### Fase a eliminazione diretta
| Quarti di finale - 29 gennaio 2020 PalaTerdoppio, Novara    | AGIL | 1 - 3 | Pro Victoria | 25-12, 18-25, 21-25, 20-25 |
| Semifinali - 1º febbraio 2020 PalaPiantanida, Busto Arsizio | UYBA | 3 - 0 | Pro Victoria | 25-16, 25-21, 25-22        |

### Coppa CEV

#### Fase a eliminazione diretta
| Sedicesimi di finale (andata) - 17 dicembre 2019 PalaPiantanida, Busto Arsizio      | Orbita       | 0 - 3 | Pro Victoria | 15-25, 12-25, 7-25         |
| Sedicesimi di finale (ritorno) - 19 dicembre 2019 PalaPiantanida, Busto Arsizio     | Pro Victoria | 3 - 0 | Orbita       | 25-23, 25-19, 25-17        |
| Ottavi di finale (andata) - 23 gennaio 2020 Centr volejbola Sankt-Peterburg, Kazan' | Dinamo-Kazan | 3 - 0 | Pro Victoria | 25-23, 25-13, 25-19        |
| Ottavi di finale (ritorno) - 5 febbraio 2020 Palazzetto dello Sport, Monza          | Pro Victoria | 1 - 3 | Dinamo-Kazan | 16-25, 25-18, 20-25, 20-25 |

## Statistiche

### Statistiche di squadra
| Competizione | Punti | In casa | In casa | In casa | In trasferta | In trasferta | In trasferta | Totale | Totale | Totale |
| Competizione | Punti | G       | V       | P       | G            | V            | P            | G      | V      | P      |
| ------------ | ----- | ------- | ------- | ------- | ------------ | ------------ | ------------ | ------ | ------ | ------ |
| Serie A1     | 36    | 10      | 6       | 4       | 10           | 6            | 4            | 20     | 12     | 8      |
| Coppa Italia | -     | -       | -       | -       | 1            | 1            | 0            | 2      | 1      | 1      |
| Coppa CEV    | -     | 2       | 1       | 1       | 2            | 1            | 1            | 4      | 2      | 2      |
| Totale       | -     | 12      | 7       | 5       | 14           | 8            | 5            | 26     | 15     | 11     |

G = partite giocate; V = partite vinte; P = partite perse

### Statistiche dei giocatori
| Giocatore       | Serie A1 | Serie A1 | Serie A1 | Serie A1 | Serie A1 | Coppa Italia | Coppa Italia | Coppa Italia | Coppa Italia | Coppa Italia | Coppa CEV | Coppa CEV | Coppa CEV | Coppa CEV | Coppa CEV | Totale | Totale | Totale | Totale | Totale |
| Giocatore       | P        | PT       | AV       | MV       | BV       | P            | PT           | AV           | MV           | BV           | P         | PT        | AV        | MV        | BV        | P      | PT     | AV     | MV     | BV     |
| --------------- | -------- | -------- | -------- | -------- | -------- | ------------ | ------------ | ------------ | ------------ | ------------ | --------- | --------- | --------- | --------- | --------- | ------ | ------ | ------ | ------ | ------ |
| E. Begić        | 0        | 0        | 0        | 0        | 0        | -            | -            | -            | -            | -            | 0         | 0         | 0         | 0         | 0         | 0      | 0      | 0      | 0      | 0      |
| I. Bonvicini    | 9        | 1        | 0        | 0        | 1        | 1            | 0            | 0            | 0            | 0            | 2         | 0         | 0         | 0         | 0         | 12     | 1      | 0      | 0      | 1      |
| A. Danesi       | 20       | 201      | 118      | 71       | 12       | 2            | 11           | 6            | 5            | 0            | 3         | 24        | 10        | 12        | 2         | 25     | 236    | 134    | 88     | 14     |
| I. Di Iulio     | 18       | 14       | 6        | 3        | 5        | 2            | 4            | 2            | 2            | 0            | 3         | 9         | 1         | 1         | 7         | 23     | 27     | 9      | 6      | 12     |
| L. Heyrman      | 20       | 191      | 145      | 38       | 8        | 2            | 20           | 18           | 1            | 1            | 3         | 18        | 14        | 3         | 1         | 25     | 229    | 177    | 42     | 10     |
| M. Costa        | 13       | 44       | 33       | 6        | 5        | 2            | 1            | 1            | 0            | 0            | 4         | 37        | 27        | 4         | 6         | 19     | 82     | 61     | 10     | 11     |
| F. Meijners     | 18       | 228      | 191      | 17       | 20       | 1            | 14           | 9            | 3            | 2            | 4         | 46        | 33        | 2         | 11        | 23     | 288    | 233    | 22     | 33     |
| J. Obossa       | 10       | 16       | 14       | 0        | 2        | 0            | 0            | 0            | 0            | 0            | 3         | 28        | 23        | 3         | 2         | 13     | 44     | 37     | 3      | 4      |
| H. Orthmann     | 19       | 238      | 207      | 14       | 17       | 2            | 20           | 18           | 1            | 1            | 2         | 9         | 8         | 1         | 0         | 23     | 267    | 243    | 16     | 18     |
| S. Ortolani     | 19       | 263      | 226      | 30       | 7        | 2            | 9            | 8            | 1            | 0            | 4         | 25        | 21        | 2         | 2         | 25     | 297    | 255    | 33     | 9      |
| B. Parrocchiale | 20       | 0        | 0        | 0        | 0        | 2            | 0            | 0            | 0            | 0            | 3         | 0         | 0         | 0         | 0         | 25     | 0      | 0      | 0      | 0      |
| K. Plummer      | 6        | 67       | 55       | 6        | 6        | 2            | 25           | 21           | 4            | 0            | 1         | 16        | 13        | 2         | 1         | 9      | 108    | 89     | 12     | 7      |
| K. Skorupa      | 14       | 14       | 9        | 4        | 1        | 2            | 0            | 0            | 0            | 0            | 3         | 1         | 1         | 0         | 0         | 19     | 15     | 10     | 4      | 1      |
| F. Squarcini    | 19       | 37       | 15       | 4        | 18       | 2            | 4            | 0            | 0            | 4            | 4         | 17        | 14        | 0         | 3         | 25     | 58     | 29     | 4      | 25     |

P = presenze; PT = punti totali; AV = attacchi vincenti; MV = muri vincenti; BV = battute vincenti